# قصر الثغر (بيشة)
قصر الثغر، أحد القصور الأثرية الواقعة في وسط بلدة تبالة في محافظة بيشة في المملكة العربية السعودية ويُعرف محليًا باسم قصر (شعلان بن صالح)، وتعود ملكيته في هذا العصر إلى ورثة المواطن: عوضة بن علي بن قبلان الشمراني. يحده من الشمال قرية البطنين وقرية بني خناس، ومن الجنوب الغربي قرية المصعبين.

## بناء القصر
بني القصر في عصر الدولة السعودية الأولى في أعقاب خضوع بيشة وتبالة لحكم الإمام عبدالعزيز بن محمد آل سعود عام 1213 هـ، وكان بناء قصر الثغر تجسيدًا لسياسة الدولة السعودية الأولى التي كانت تبني القصور والقلاع في المناطق التي تخضعها لحكمها، وقد تميز بناء القصور بأنه وفق نظام عمراني واحد ومتشابه، وعُرفت تلك القصور والقلاع باسم (الثغور)، ومنها: قلعة بن شبكان في بلدة الرقيطاء.

## هدم القصر
تعرض القصر للهدم على يد محمد علي باشا سنة 1230هـ وذلك بعد انتصار جيشه على الجيش السعودي بقيادة عبد الله بن سعود الكبير في موقعة بسل، فقد توجه محمد علي بعد موقعة بسل إلى بيشة وقصد تبالة وحاصر شعلان في قصر الثغر ودك القصر بالمدافع حتى أحدث عدد من الفتحات في جداره الخارجي، ثم تمكن من قتل شعلان ومائة من رجاله الذين كانوا يتحصنون داخل القصر.

## وصف القصر
يعد القصر من أكبر القلاع الحربية المتميزة في محافظة بيشه، وتقدر مساحته بحوالي (1082م2) على وجه التقريب، وجاء بناء القصر على شكل مستطيل طوله حوالي 40 م وعرضه أقل من 30 م، ويتكون القصر-إلى جانب المدخل الرئيس- من:
- بهو مستطيل مكشوف ربما أنه خصص لمراسم الاستقبال والاحتفالات والمناسبات.
- السكن الخاص.
- المجلس والقسم الخاص بالضيوف.
- الغرف السكنية.
- ويحيط بالقصر سور من الطينن والذي من المحتمل أن بناءه تم بعدما تعرضت الدولة السعودية الأولى لهجمات قوات محمد علي باشا، وأن بناء السور جاء كإجراء احترازي دفاعي.
- ومن المحتمل أن القصر كان يتكون من طابقين ولا يمكن تحديد ذلك بشكل دقيق؛ نظرًا لانهيار السطح ومعظم البناء.[3]

## النواحي الدفاعية للقصر

### الأبراج المتصلة بالقصر
إضافة إلى السور الخارجي ذي البناء السميك والمدعم بسور مماثل من الطين، فإن القصر يحتوي على أربعة أبراج للحماية ذات بناء مربع الشكل، وتتوزع الأبراج في زوايا القصر الأربع، ويقدر ارتفاع الأبراج وأسوار القصر من الثلاثة إلى الخمسة أمتار تقريبًا. وتوجد في القصر ممرات علوية وسفلية وغرف مغطاة تقع بين السور الخارجي وجدار السور الداخلي. ويوجد في داخل القصر أطلال ودرج يؤدي إلى أعلى السور في الناحية الشرقية إذ توجد فتحات مضارب متتالية استخدمت للدفاع عن القصر. كما يوجد غرف بجانب الأبراج من المحتمل أنها كانت سكنًا للحراس.

### المساهر الخارجية
ويقصد بالمساهر (الحصون) أو (الحاميات) المطلة على القصر من قمم الهضاب الواقعة بالقرب من القصر، وكانت هذه المساهر أو الحصون مثل أجهزة الإنذار المبكر بوقوع الخطر، فقد كانت مكانًا لمرابطة مجموعة من الحراس بالتناوب للتنبه من الخطر القادم والاستعداد لإيقافه، وقد أقيمت المساهر في مواقع إستراتيجية؛ لتحقيق هدف بناءها.

## ملحقات القصر

### البئر
ويقع في جنوب غرب القصر، ومن المحتمل أنه خصص للقصر والمسجد في الوقت ذاته؛ لامتداد قناة من البئر إلى داخل المسجدن وقد أصبحت مطمورة.

### المسجد
ويقع بجوار القصر منجهته الجنوبية، ويتميز المسجد بكبر مساحته، فطوله يزيد عن 20 متر تقريبًا، ومن المحتمل أنه المسجد الجامع لأهالي تبالة إذ يتسع لما يقارب من 500 مصلي، وقد روعي في بناء المسجد أن يكون على طراز العمارة الإسلامية للمساجد.

## وصلات خارجية
- قصر شعلان بن صالح أو قصر الثغر